# Beslen
Beslen (bulgariska: Беслен) är ett distrikt i Bulgarien.   Det ligger i kommunen Obsjtina Chadzjidimovo och regionen Blagoevgrad, i den sydvästra delen av landet, 150 kilometer söder om huvudstaden Sofia.
Trakten runt Beslen består i huvudsak av gräsmarker. Runt Beslen är det glesbefolkat, med 9 invånare per kvadratkilometer.